# یوتا پترشون
یوتا پترشون (انگلیسی: Göta Pettersson؛ ۱۸ دسامبر ۱۹۲۶ – ۹ اکتبر ۱۹۹۳) ژیمناست هنری اهل سوئد بود.